# بن اولنی
بنجامین "بن" آلبرت اولنی (به انگلیسی: Benjamin "Ben" Albert Olney) (زادهٔ ۳۰ مارس ۱۸۹۹ - درگذشته ۲۳ سپتامبر ۱۹۴۳) بازیکن فوتبال اهل کشور انگلستان که سابقهٔ بازی در تیم ملی فوتبال انگلستان را در کارنامهٔ خود دارد. وی در تاریخ ۱۷ مه ۱۹۲۸ نخستین بازی ملی خود را در مقابل تیم ملی فوتبال فرانسه انجام داد و با حضور در ۲ بازی ملی، در تاریخ ۱۹ مه ۱۹۲۸ واپسین بازی ملی‌اش را در برابر تیم ملی فوتبال بلژیک برگزار کرد.